# Ennetmoos
Ennetmoos (toponimo tedesco) è un comune svizzero di 2 321 abitanti abitanti del Canton Nidvaldo.

## Geografia fisica

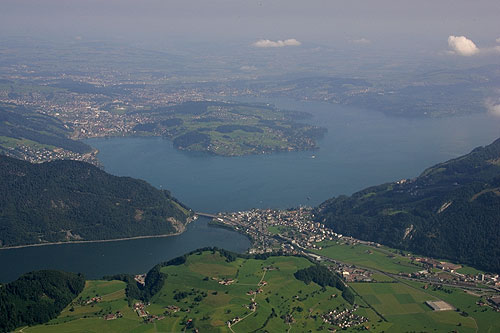
Parte del territorio di Ennetmoos (a sinistra) con i laghi di Alpnach e dei Quattro Cantoni

Ennetmoos è un comune sparso che si estende lungo la sponda meridionale del lago di Alpnach, ai piedi del monte Stanserhorn.

## Storia
Il comune politico di Ennetmoos è stato istituito nel 1850.

## Monumenti e luoghi d'interesse
- Chiesa parrocchiale cattolica di San Giacomo in località Sankt Jakob, attestata dal 1313  e ricostruita nel 1616 e all'inizio del XIX secolo[3];
- Cappella cattolica di San Magno in località Allweg, eretta nel 1672 e ricostruita all'inizio del XIX secolo[3][4];
- Cappella cattolica di San Leonardo in località Rohren, eretta nel 1717 e ricostruita all'inizio del XIX secolo[3];
- Rovine della fortezza di Rotzberg, costruita nell'XI-XII secolo[5].

## Società

### Evoluzione demografica
L'evoluzione demografica è riportata nella seguente tabella:
Abitanti censiti

## Geografia antropica

### Frazioni
Le frazioni di Ennetmoos sono:
- Allweg/Grueb[4]
- Rohren
- Rotzloch, in parte nel comune di Stansstad[7]
- Sankt Jakob

## Economia
L'economia locale si basa prevalentemente sul settore secondario e sul pendolarismo in uscita verso Lucerna e Stans.

## Infrastrutture e trasporti
Ennetmoos è servito dalla Compagnia di navigazione del lago dei Quattro Cantoni.